# La Hora (Guatemala)
La Hora ist die älteste Tageszeitung in Guatemala. La Hora wurde 1920 von Clemente Marroquín Rojas gegründet. Mit dieser Gründung legte Marroquín den Grundstein zu einer Zeitungsverlegerdynastie. In La Hora veröffentlichte Marroquín seine Leitartikel, welche teilweise in anderen lateinamerikanischen Zeitungen nachgedruckt wurden und schließlich in der Library of Congress archiviert wurden.
Marroquín war Mitglied der Partido Unionista. Er ging ins Exil nach Honduras. Nach seiner Rückkehr nach Guatemala initiierte er anderen Verlegern, eine Kampagne gegen die Wahl von Jorge Ubico Castañeda zum Präsidenten 1926 mit dem Titel „Desnudando al ídolo“ (deutsch etwa Des Kaisers neue Kleider). Als Ubico am 15. Februar 1931 Präsident von Guatemala wurde, ging Marroquín nach El Salvador ins Exil.
Nach dem Sturz von Ubico 1944 kehrte Marroquín nach Guatemala zurück und eröffnete La Hora erneut.
La Hora berichtete über Massaker an Bauern und über Gewerkschaftskämpfe gegen die Kräfte der Regierung und der Oligarchie in Guatemala.
Als Clemente Marroquín Rojas Stellvertreter von Julio César Méndez Montenegro war, leiteten Familienmitglieder La Hora.
La Hora erscheint als einzige Zeitung in Guatemala am Nachmittag.
Die Auflage lag 1998 bei 3.000 Exemplaren.
Óscar Clemente Marroquín Godoy (*≈1930) leitet das Familienunternehmen die Mediengruppe.
Die Familie Marroquín hat positiv zum Journalismus in Guatemala beigetragen.
Gonzalo Marroquín Godoy ist der Herausgeber der Prensa Libre, sein Cousin ist José Rubén Zamora Marroquín,  gründete Siglo Veintiuno und leitet heute El Periodico.